# Kånna högar
Kånna högar är ett gravfält i Kånna socken strax söder om Ljungby, beläget mellan Lagan och E4:an. Gravfältet är Kronobergs läns största och består av 291 fornlämningar. Dessa utgörs av 240 gravhögar, 1 gravröse, 17 stensättningar, 2 domarringar, 1 järnåldersdös och 30 resta stenar. Hela gravfältet kan förmodligen dateras till yngre järnålder (400-1050 e Kr).
De största högarna är 20 meter i diameter och drygt två meter höga. Omkring 20 av högarna är ovala till formen medan övriga är runda. En av högarna har en rest sten på toppen och flera högar har kantrännor. Flertalet stensättningar är runda, men även två treuddar förekommer. Den största treudden är 20 meter i sida och har klumpstenar i uddarna. Domarringarna är 12 och 16 meter i diameter och består av 4 respektive 5 stenar som är upp till 1,75 meter höga. Järnåldersdösen består av tre resta hällar med öppen sida åt öster. På toppen av den norra hällen finns en skålgrop. På en av de resta stenarna finns en sentida runinskrift från 1800-talet. Röset, som är 18 meter i diameter och en meter högt, är sannolikt gravfältets äldsta gravmonumentet. 
I samband med ett vägbygge 1964 undersöktes tre gravar och i en av gravarna fann man ett skelett med gravgåvor. I munnen låg ett silvermynt som dock var illa medfaret och inte gick att datera. Seden att lägga ett silvermynt i munnen, ett så kallat Charonsmynt eller obol, finns i den grekiska mytologin där myntet behövdes för att betala färjekarlen Charon för överfarten över floden Styx till dödsriket. I gravarna hittades också ett spänne i brons och en järnkniv med rester av ett träskaft.
På en höjd på andra sidan Lagan ligger ett monumentalt gravröse, benämnt Högarör. Röset är 30 meter i diameter och drygt två meter högt. Enligt sägnen finns en stor skatt gömd i Högarör som vaktas av en drake.